# Башкурдистан
Башкурдистан (Автономная Башкирия, также Малая Башкирия, автономный Башкортостан, автономная Башкирия, независимая башкирская область; баш. Башҡортостан, Башҡордистан) — башкирская национально-территориальная автономия, провозглашённая 15 ноября (28 ноября) 1917 года Башкирским областным шуро на территории южных частей Уфимской и северной части Оренбургской губерний, и утверждённая Учредительным съездом Башкурдистана, как первый этап реализации автономии большевиками. Название «Малая Башкирия», получила в январе 1918 года. Башкирским историком Кульшариповом, Маратом Махмутовичем Башкурдистан назван первым самостоятельным государством башкирского народа.
Были созданы армия, правительство, парламент, государственная символика.

## История
Объявляя самостоятельность Башкортостана, мы имели в виду не всю этническую территорию нашего народа, а только ту ее восточную часть, где мусульмане составляли не менее 70 процентов ее населения. Она получила название «Малая Башкирия».

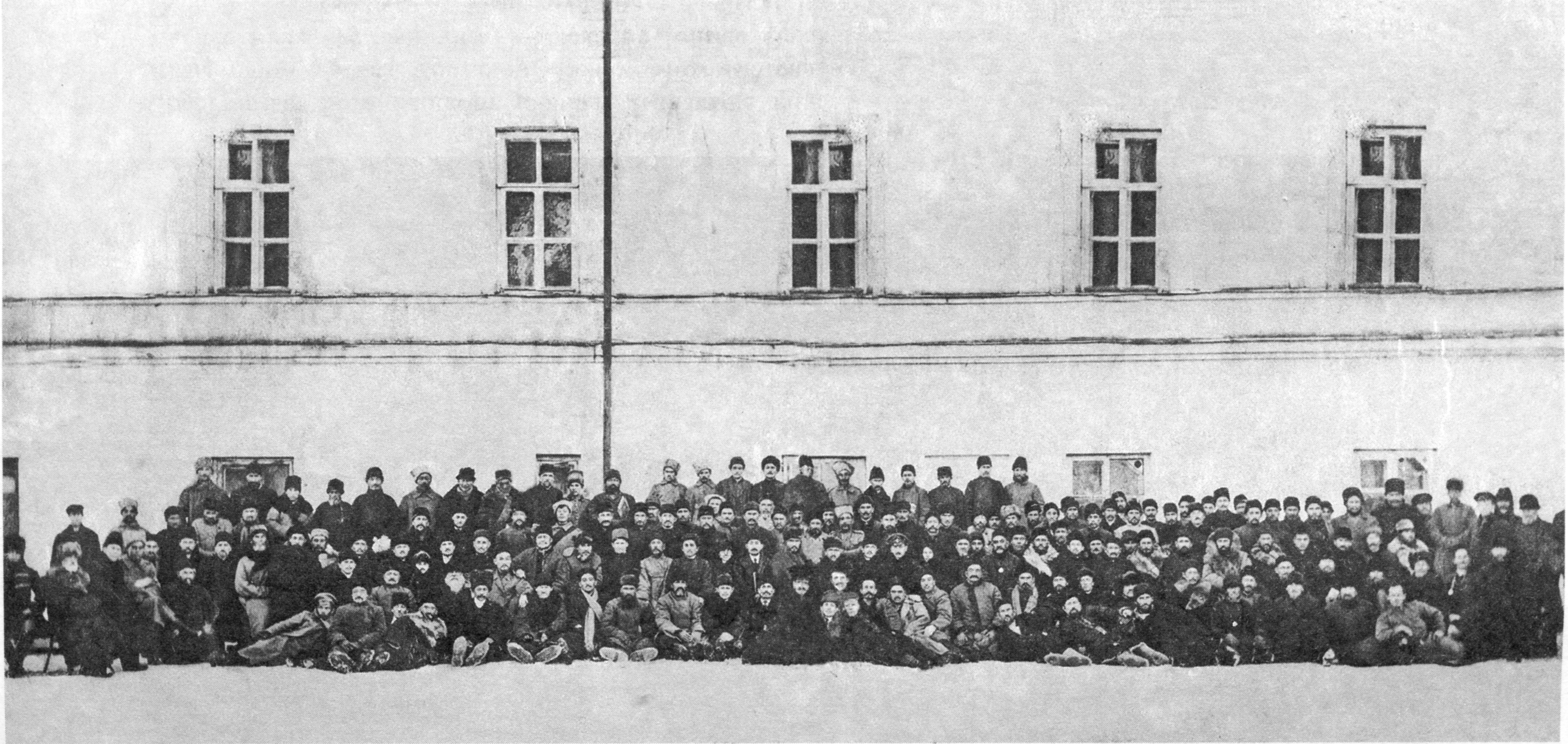
Делегаты III Всебашкирского учредительного съезда (курултая). Оренбург, Караван-сарай. 8—20 декабря 1917 года.

После Февральской революции 1917 года началось башкирское национальное движение за создание национально-территориальной автономии. В июне 1917 года Башкирское областное бюро организовало волостные шуро (советы). В июле-августе 1917 года в Оренбурге и в Уфе прошли I и II Всебашкирские съезды (курултаи), где было принято решение о необходимости создания «демократической республики на национально-территориальных началах в составе федеративной России». Избранное первым и переизбранное вторым курултаями Башкирское центральное шуро (совет) работало в Оренбурге и готовилось к Всероссийскому Учредительному собранию, которое должно было состояться в январе 1918 года. Однако Октябрьская революция внесла в процесс становления автономии свои коррективы.
Находившееся в Оренбурге Башкирское центральное шуро 11 ноября (24 ноября) 1917 года в Фармане № 1 подтвердило необходимость для башкир собственного национального самоуправления.
15 ноября (28 ноября) 1917 года Башкирское центральное шуро приняло постановление о провозглашении автономии Башкурдистана, которое на следующий день было объявлено Фарманом № 2. Его подписали председатель шуро Ш. А. Манатов, его заместитель А. А. Валидов, секретарь шуро Ш. М. Бабич и шесть заведующих отделами шуро. В постановлении говорилось: «Башкирский областной совет объявляет башкирскую территорию Оренбургской, Уфимской, Самарской и Пермской губерний с сего 15 ноября автономной частью Российской республики». Войска, банки, железные дороги, почта, телеграф, сбор налогов передавались в ведение государственных учреждений Башкурдистана, а административное деление на губернии и уезды заменялось кантонами.
Газета «Правда» 22 ноября 1917 года писала следующее: «Башкирский областной совет при поддержке оренбургского мусульманского гарнизона объявил башкирскую территорию Оренбургской, Уфимской, Пермской, Самарской губерний автономной частью Российской республики и приступил к осуществлению автономии в пределах территории Оренбургской губернии». Что не противоречило принципу свободного самоопределения наций, провозглашенному в «Декларации прав народов России» от 2 ноября 1917 года.
Фарман шуро о провозглашении автономии Башкурдистана были утверждены на III Всебашкирском съезде (курултае), который проходил 8 декабря (21 декабря) 1917—20 декабря 1917 (2 января 1918) 1917 года в Оренбурге и назывался учредительным: «Объявленную 15 ноября Центральным башкирским шуро территориально-национальную автономию Башкурдистана курултай утверждает единогласно». Согласно резолюции «Об общероссийской федерации и отношении Башкурдистана к этой федерации» от 14 декабря 1917 года, Башкурдистан является одним из национальных автономий Российской республики.
Учредительный курултай определил меры по осуществлению автономного управления Башкурдистана, а также был учрежден предпарламент Кесе-Курултай (Малый курултай), состоящий из представителей населения края по одному на каждые 100 тысяч человек пропорционально численности каждой народности.
20 декабря 1917 года Кесе-Курултаем учреждён высший исполнительный орган власти республики — Башкирское Правительство (Правительство Башкурдистана).
Согласно резолюции Учредительного курултая от 20 декабря 1917 года, было положено начало созданию отдельного войска под руководством заведующего военным отделом Правительства Башкурдистана А. А. Валидова.

Предполагаемые границы «Большой Башкирии» (Автономного Башкурдистана) по А.-З. Валиди

По принятым на съездах постановлениями, на территории республики учреждаются мировые и общие судебные органы, действующие на основании общегосударственных законов с подчинением их Российскому правительствующему Сенату, который для них являлся кассационной инстанцией, а в тех случаях, когда сторонами выступали исключительно башкиры, применению подлежали законы, изданные Курултаем. Согласно резолюции Учредительного курултая по земельному вопросу, правом наделении землей пользовался каждый гражданин Башкурдистана, также определялись нормы земельного обеспечения и создавался общенародный государственный фонд — Главное управление земледелия и имуществ Башкурдистана.
Согласно постановлению Учредительного курултая на башкирской территории Оренбургской губернии, восточной части Уфимской губернии, Шадринского, Екатеринбургского и Красноуфимского уездов Пермской губернии и Бузулукского уезда Самарской губернии — Правительство Башкурдистана учреждает кантональное управление. В западных частях Уфимской, Самарской и Пермской губерний, должны быть созваны там не позже января 1918 года уездные съезды, на которых мусульмане западного Башкортостана «должны организовать кантональные управления и тем взять бразды правления в свои руки». А Правительство Башкурдистана «со своей стороны должно употреблять все усилия к тому, чтобы Уфимская губерния присоединилась целиком к Башкирии без особой ломки с готовым государственным аппаратом и механизмом». 30 декабря 1917 года состоялось заседание Башкирского центрального шуро, в котором обсуждался вопрос об уездных съездах и о командировании туда представителей совета и согласно докладу секретаря Ш. М. Бабича съезды должны быть: 10 января 1918 года — в Стерлитамаке (А. А. Валидов, М. Г. Смаков); 15 января — в Бирске (Гайнулла Гирфанов, Шакир Кутлубаев); в Бузулукском уезде Самарской губернии и Оренбургском уезде Оренбургской губернии (С. Г. Мрясов); 20 января — в Белебеевском (С. С. Атнагулов), Златоустовском (Н. Т. Тагиров) и Мензелинском (Ш. А. Манатов) уездах Уфимской губернии, в Верхнеуральском (X. А. Габитов, Г. Ф. Расулев), Орском (А. А. Валидов) и Челябинском (Ф. А. Ахмадуллин, М. Г. Смаков) уездах Оренбургской губернии.
В январе 1918 года Мензелинске проходил уездный мусульманский съезд, на котором большинство делегатов съезда высказалось за Башкурдистан. В этой ситуации Милли меджлис тюрко-татар внутренней России и Сибири в срочном порядке направил делегатам телеграмму якобы «о присоединении башкир к штату», данный маневр помог сторонникам проекта Урало-Волжского штата набрать необходимое количество голосов в Мензелинском уезде в свою поддержку. 10-12 января 1918 году состоялся Стерлитамакский уездный башкирский съезд, который единогласно присоединился к постановлениям Учредительного курултая Башкурдистан и признал автономию. Подобные съезды в январе-феврале 1918 года прошли и в других уездах. Также были организованы межволостные съезды башкир в селах Альшеево (Раевка) (организатор — Юлмухамет Арсланбеков), Бураево (Насретдин Мирбаисов), Зиянчурино (Мирсаяф Алчинбаев, Зайнулла Ишдавлетов), Киргиз-Мияки (Абулхаир Имашев), Мурапталово (Гатият Биккузин), Темясово (Абубакир Хусаинов) и др.
В селе Елпачиха Осинского уезда Пермской губернии был образован местный башкирский совет, однако большевики «напали на Елпачиху, разгромили ее и убили членов башкирского совета». 18 февраля 1918 года в селе Бураево Бирского уезда Уфимской губернии Бураевский башкирский национальный совет провозгласил Бураевский башкирский кантон в составе Башкурдистана. Лидерами движения являлись Ш. Ю. Хамитов и С. Д. Максютов, восставшими был сформирован вооружённый отряд для борьбы «против большевиков». К концу марта Бураевское восстание было подавлено большевиками.
В начале января 1918 года представитель Башкирского центрального шуро Ш. А. Манатов прибыл в Петроград и 7 января встретился с В. И. Лениным, с целью добиться признания автономии со стороны центральных властей. Во время переговоров Ленин сказал: «Мы не признаём башкирское движение контрреволюционным, направленным против нас…Мы считаем, что национальные движения народов Востока вполне естественны и очень нужны». Несмотря на довольно прямые заявления вождя революции, Советы отказались признавать Башкирскую автономию, что предопределило дальнейшие трагические события.
27 января 1918 года Оренбург был взят частями Красной Армии. Башкирское центральное шуро, соблюдая свои «принципы нейтралитета», оставалась работать в городе.
Башкирское правительство, на основе постановления башкирских съездов об автономии разработали Конституцию Башкирской автономной республики, назвав ее «Положением об автономной Малой Башкирии». В статье 2  «Положения об автономии Малой Башкирии» было отмечено, что «официальным языком Башкирии является башкирский, и временное применение в башкирских учреждениях русского языка не лишает башкирского языка этого права».
На основании постановления Оренбургского Мусульманского военно-революционного комитета (МВРК), в ночь с 3 по 4 февраля (по новому стилю — с 15 по 16 февраля) 1918 года 7 членов Башкирского Правительства и Башкирского центрального шуро (И. М. Мутин, А. Н. Ягафаров, С. Г. Мрясов, А. А. Валидов, Г. Я. Аитбаев, А. К. Адигамов, И. Салихов) были арестованы. Постановление МВРК об аресте было утверждено Оренбургским губернским ревкомом только задним числом, который поверил клевете работников МВРК о совместных якобы действиях против Советской власти членов Башкирского правительства с атаманом Оренбургского Казачьего Круга А. И. Дутовым.
26 февраля 1918 года на собрании 200 башкир — участников Оренбургского крестьянского съезда было принято решение об отношении к большевикам: «При условии ненанесения ущерба священному стремлению к башкирской территориальной автономии, объявляем, что башкиры будут идти рука об руку с Советами».
После ареста членов Башкирского правительства группа башкирской молодёжи, в том числе некоторые активисты из молодёжной организации «Тулкына», образовали новый руководящий орган — Временный революционный совет (шуро) Башкурдистана (ВРСБ). На основе принятого на III Всебашкирском курултае положения об общероссийской федерации и об отношении к ней Башкурдистана, ВРСБ разработал свой проект положения «Об автономии Башкирии» и представил его в Наркомнац. Под лозунгами: «Да здравствует Башкурдистан!», «Да здравствуют Русские соединённые штаты на основе народной власти!» бюро выпускало газету «Башкурдистан». Однако 30 марта 1918 года Оренбургский губисполком принял решение, осуждающее идею национальной автономии и распускающее ВРСБ. В сообщении губисполкома говорилось, что деятельность ВРСБ ничем не отличался «от прежнего Шуро и Башкирского правительства». Члены ВРСБ были вынуждены продолжить свою работу в Стерлитамаке, а 3 мая 1918 года шуро полностью прекращает свою деятельность.
К марту 1918 года в Бурзян-Тангауровскои кантоне был сформирован первый башкирский полк, который был разогнан отрядами Красной гвардии и рабочих, часть его военнослужащих была убита, также большевиками были расстреляны два члена Правительства Башкурдистана — Габдулла Идельбаев и Гимран Магазов. Убийство и арест членов Правительства Башкурдистана вызвали протесты со стороны башкирского населения. 5 марта 1918 года Оренбургский губернский революционный комитет направил во все башкирские волости телеграмму ультимативного характера, в которой говорилось:
| «Башкиры… формируют отряды вместе с офицерами, юнкерами и всякой сволочью против Советской народной власти. Бывший Башкирский областной совет, помогавший атаману Дутову вести борьбу с революцией, арестован постановлением ревкома. Ревком приказывает всем башкирам и их организациям немедленно разоружаться, сдавать все оружие местным советам и красногвардейцам; выдавать всех скрывающихся… офицеров и юнкеров, прекратить разбойничьи набеги. Если в течение трех дней это не будет выполнено, Ревком расстреляет весь арестованный Областной совет, и все башкирские селения, заподозренные в противодействии Советской власти, будут сметены с лица земли артиллерией и пулеметами». |

Большевики проводили активные мероприятия по изъятию оружия среди башкир, которые часто сопровождались серьезными перегибами со стороны красногвардейцев. К примеру, 9 апреля 1918 года в деревне Серменево отряд красногвардейцев открыл стрельбу из винтовок и револьверов, крича при этом «Перебьём всех башкир!».
Офицеры, избежавшие ареста и расправы (А. Б. Карамышев, А. А. Биишев, С. Бриц и др.), продолжили свою работу по формированию башкирских добровольческих отрядов. В ночь с 3 по 4 апреля 1918 года объединенные отряды башкир под руководством А. Б. Карамышева и казаков освобождают членов Башкирского Правительства из Оренбургской тюрьмы. 7-8 апреля 1918 года в контролируемом Советами городе Уфе состоялось тайное совещание лидеров башкирского движения, на котором было принято решение об организации партизанского движения.
С конца мая 1918 года была полностью восстановлена работа органов властей автономии, их новым местом размещения стал захваченный белочехами город Челябинск. 1 июня 1918 года было обнародовано «Обращение Башкирского правительства к народу», в котором содержался открытый призыв к вооруженной борьбе против советской власти. 7 июня временным председателем правительства избран С. Г. Мрясов, а членами — Г. К. Адигамов, А. А. Валидов, Г. Габитов, С. С. Магазов, М. Д. Халиков. Для защиты республики Правительством Башкурдистана была объявлена мобилизация и сформированы башкирские полки. Согласно фарману правительства от 12 июня 1918 года для управления Башкирским войском был образован Башкирский военный совет.
Башкирская армия состояла из иррегулярных отрядов и регулярных пехотных (с 12 октября 1918 года — стрелковых) и кавалерийских полков. В целях охраны общественного порядка в республике в июле 1918 года была организована башкирская милиция, которую возглавил А. А. Биишев.

2-й Башкирский стрелковый полк получил от жителей города Екатеринбурга почётное дарственное знамя и полковое знамя.

В сентябре 1918 года был образован Башкирский отдельный корпус (главнокомандующий — генерал Х. И. Ишбулатов), в составе которого находились 1-я Башкирская стрелковая дивизия, 2-я Башкирская стрелковая дивизия, 1-й Башкирский кавалерийский полк имени А. Б. Карамышева, с октября 1918 года — 2-й Башкирский кавалерийский полк имени Г. С. Идельбаева и 6-й Башкирский стрелковый полк. Башкирское войско принимало участие в военных действиях против Красной Армии на территории Самарской, Пермской, Оренбургской и Уфимской губерний.
Башкирским Правительством были установлены связи с антибольшевистскими центрами на востоке страны — Временным Сибирским правительством, Комучем, Оренбургским казачьим кругом и другими. Атаман Оренбургского Казачьего Круга А. И. Дутов в 1917—1918 годах также поддерживал автономию Башкурдистана. Председателю Башкирского правительства Ш. А. Манатову и его заместителю А. А. Валидову он сообщил следующее: «Мы, казачие, так же будем управлять сами собой; конечно, вы имеете полное право на такое управление».
15—17 мая 1918 года в Кустанае состоялось совещание представителей башкирского и казахского национальных движений (Алашской автономии), где обсуждалось организация совместной контрреволюционной борьбы. В конце августа — начале сентября 1918 года в Самаре прошли совещания правительств Башкурдистана, Казахстана и Средней Азии, на которых было решено объединить все контрреволюционные силы народов указанных регионов в «Федерацию юго-восточных мусульманских областей» в составе «Союза Восточной России» (куда должны войти также территории подконтрольные правительствам Сибири и Комуча, уральских и оренбургских казаков). Кроме того планировалось объединить в единый корпус вооруженных сил Алаш-Орды и Башкурдистана.
Одним из первых государственных образований, возникших в период Гражданской войны в России и признавших автономию Башкурдистана, был Комуч. В сентябре 1918 года был подписан Договор между Башкирским правительством и Комитетом членов Учредительного собрания, по которому Комуч признавал национально-территориальную автономию. В октябре 1918 года Правительство Башкурдистана представило Комучу документ о «Федерации Башкирии», 11 ноября 1918 года Совет управляющих ведомствами Комуча рассмотрел этот документ и оценил его положительно.
С 8 по 23 сентября 1918 года состоялось Государственное Совещание в Уфе, в котором Правительство Башкурдистана было представлено Ю. Ю. Бикбовым, И. М. Султановым, С. Г. Мрясовым, А. А. Валидовым, А. К. Адигамовым, М. К. Адигамовым, а также членами совещания — Г. Х. Терегуловым, Ф. Н. Тухватуллиным и Г. Р. Фахретдиновым, где выступили соучредителем Временного Всероссийского правительства более известное как Уфимская Директория. На совещании был принят «Акт об образовании всероссийской верховной власти», от имени Башкирского Правительства его подписал И. М. Султанов.
18 ноября 1918 года А. В. Колчак совершил военный переворот и объявил себя Верховным правителем России и Верховным Главнокомандующим вооруженными силами России. Правительство Колчака открыто провозгласило великодержавную политику непризнания национальных и областных автономий и заявило что будет проводить курс на полную ликвидацию Правительства Башкурдистана и его войска. Однако Правительство Башкурдистана отказалось подчиниться «Грамоте Временного Всероссийского правительства ко всем областным правительствам, ко всем гражданам Государства Российского» от 4 ноября 1918 года.
В конце ноября 1918 года в селе Красная Мечеть (Мраково) прошло совещание с участием представителей правительства Башкурдистана, Алаш-Орды (М. Чокаев), Совета управляющих Комуча (В. Чернов, Веденяпин), Оренбургского и Уральского казачества (полковник Махин и атаман Каргин), туркестанских эсеров (В. Чайкин) и другие, которые хотели создать «единый антиколчаковский фронт». Участники совещания договорились о создании объединенного правительства, в которое от Башкирского правительства должен был войти А. А. Валидов, от Алаш-Орды — Кыдырбаев, от оренбургских казаков — атаман Каргин, а главнокомандующим объединенных вооруженных сил был назначен полковник Махин. В начале декабря 1918 года в оренбургском Караван-Сарае прошло совещание об организации ареста атамана А. И. Дутова и захвата складов и штаба казачьих войск, которое было поручено командирам 1, 2 и 5-го башкирских стрелковых полков — С. Г. Ишмурзину, Г. Я. Аитбаеву и К. Н. Низамутдинову. Но атаман Дутов узнал о готовящемся заговоре и на бронемашине выехал на окраину Оренбурга, где располагались верные ему казачьи части. В этой ситуации полковник Макхин не решился идти на кровопролитие, и тем самым попытка создания единого антиколчаковского фронта была провалена. Это вынудило Совет управляющих ведомствами Комуча и Центрального комитета партии эсеров принять 5 декабря 1918 года постановлении о прекращении борьбы против большевиков и «все силы демократии направить против диктатуры Колчака», позднее они заключили соглашение с представителями Советской власти.
Приказы о ликвидации всех местных правительств, а также упразднение Башкирского военного совета и штаба Башкирского корпуса вместе с передачей командования башкирскими полками генерал-лейтенанту А. И. Дутову вынудили Башкирское Правительство пойти на переговоры с представителями РСФСР. В январе 1919 года из башкирских полков был сформирован Башкирский корпус.

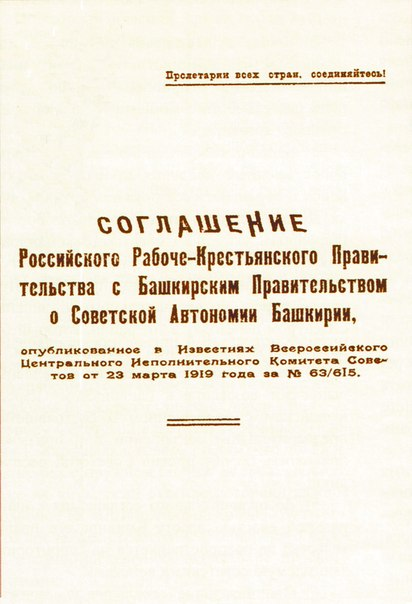
Титульный лист «Соглашения…»

16 февраля 1919 года вышло постановление о том что «Башкирское правительство, не дожидаясь окончания переговоров с советскими органами власти, с 10 часов 18 февраля считает себя окончательно перешедшими на сторону Советской власти». По этой причине территория «Малой Башкирии» была объявлена составной частью РСФСР под названием «Башкирская Советская республика». В связи с этим было решено «обратить оружие против врагов революции, свободы и самоопределения национальностей — Колчака, Дутова и всех мировых империалистов». Согласно постановлению в тот же день был издан секретный приказ № 70 по башкирскому войску, в котором говорилось, что «башкирское войско с 10 часов 18 февраля 1919 года переходит на сторону Советской власти и начинает совместно с Красной армией беспощадную войну с врагами революции. Все лица, пытающиеся бежать и уклоняться от службы революции, должны были задерживаться и доставляться в штаб войск в Темясово». 18 февраля 1919 года по башкирскому войску был распространен приказ № 5, который подтвердил окончательный переход башкирского народа и войска на сторону большевиков.
С 20 по 21 февраля 1919 года в cеле Темясово проходил I Всебашкирский военный съезд, на котором участвовали 92 делегата от Башкирского войска и члены Башкирского Правительства. На съезде решались вопросы о переходе на сторону Советов и о состоянии переговоров с ними, о положении социально-политических дел в республике и другие. Военный съезд одобрил создание Автономной Башкирской Советской Республики (АБСР) в составе РСФСР и переход башкирских воинских частей на сторону Красной Армии, также на нём был образован Временный Башкирский военно-революционный комитет (Башревком). 22 февраля того же года власть на территории автономии была передана Временному Башкирскому военно-революционному комитету. 18 февраля 1919 года Башкирское правительство и Башкирский корпус перешли на сторону Советов. 27 февраля 1919 года в Симбирске был заключен предварительный договор между представителями командования Восточного фронта РККА и Башкирским правительством, а 9	марта 1919 года в Москве — предварительный договор с представителями Башкирского правительства и СНК РСФСР.
20 марта 1919 года в Москве было подписано «Соглашение центральной Советской власти с Башкирским Правительством о Советской Автономной Башкирии» и была образована Башкирская Советская Республика (АБСР, АСБР). Подписав данный документ, Советы признали национально-территориальную автономию, которая существовала с 1917 года.

## Международные отношения
В сфере международных отношений были установлены связи с Азербайджаном и Украиной. Позднее в Украину была направлена башкирская делегация и было достигнуто взаимопонимание между Украиной и Башкурдистаном.

## Органы власти республики

### Парламент
Высшим органом власти автономного Башкурдистана являлся парламент — Кесе-Курултай (Малый курултай). Депутатами парламента могли избираться «лица обоего пола, не моложе 22 лет, без различия национальности и веры». Срок полномочий депутатов — 3 года.

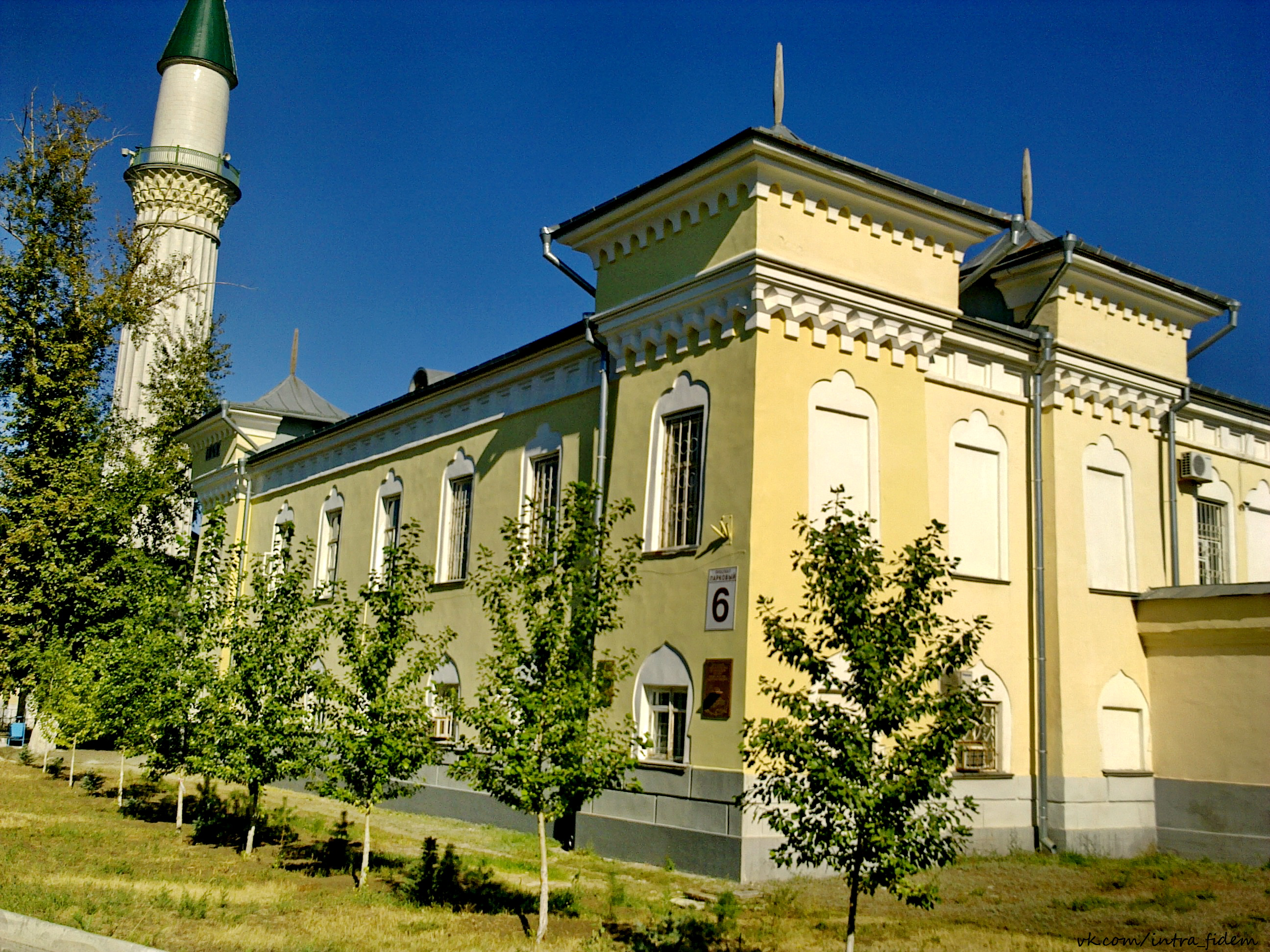
Резиденция Правительства Башкурдистана и Малого курултая располагалось в Караван-сарае г. Оренбурга.

Предпарламент республики избирался на Всебашкирских курултаях (съездах) в количестве 22 членов (по одному депутату на 100 тысяч населения). Предпарламенту было предоставлено право назначить министров и правительство республики.
Членами Кесе-Курултая в результате тайного голосования были избраны: Юнус Бикбов (председатель), Шагихайдар Акчулпанов, Аллабирде Ягафаров, Саидгарей Магазов, Абдрахман Фахретдинов, Нуриагзам Тагиров, Гайнулла Гирфанов, Ахмет-Заки Валидов, Хажиахмет Рамеев, Муса Смаков, Галиахмет Аитбаев, Хабибулла Габитов, Ризаитдин Фахретдинов, Шариф Манатов, Сагит Мрясов, Харис Юмагулов, Джангирей Амиров, Гумер Куватов, Ильдархан Мутин, Искандар Султанов, Усман Токумбетов, Габдулла Идельбаев. Также были избраны кандидаты в Малый Курултай — Гани Абызов, Шакир Кылысбаев, Габдулла Адигамов.

### Исполнительная власть

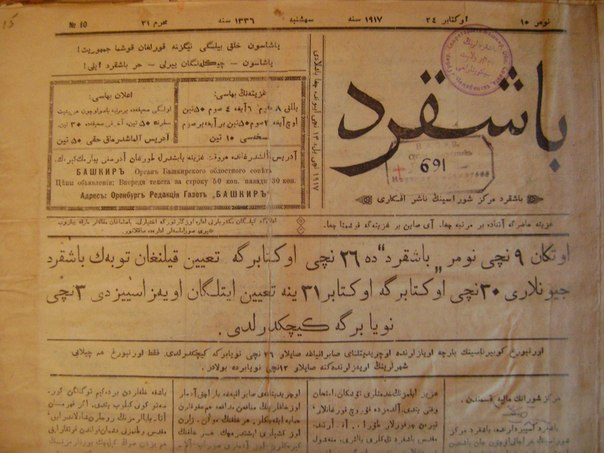
Титульный лист газеты «Башкорт», печатного органа Башкирского центрального шуро в 1917—1918 годах.

Исполнительную власть представляло Башкирское центральное шуро и Правительство Башкурдистана (Башкирское правительство). В Караван-сарае находилась резиденция Башкирского Правительства и Предпарламента. В связи с усилением Гражданской войны в регионе, местом пребывания высших органов властей республики в июне-июле 1918 года стал занятый белочехами город Челябинск, куда прибыли члены Центрального Шуро и Кесе-Курултая Башкурдистана, также здесь был восстановлен Башкирский военный совет и продолжал издаваться «Вестник Башкирского правительства» («Башҡорт иттифағы бюроhының мөхбире»). С начала августа госучреждения республики вновь возвращаются в Оренбург. После колчаковского переворота и охлаждения отношений с белыми, с декабря 1918 года госорганы республики меняли местопребывание в пределах Орского уезда.
Башкирское центральное шуро состояло из следующих отделов (ноябрь 1917):
1. Военный — Мутин, Ильдархан Ибрагимович;
2. Финансовый — Фатих Давлетшин;
3. Экономический — Джангирей Амиров;
4. Народного образования — Муса Смаков;
5. Статистики — Галиахмет Хасанов;
6. Земледелия — Галиахмет Аитбаев;
7. Духовных дел — Сагит Мрясов.

В состав Правительства Башкурдистана входили председатель и заведующие отделами: военный, внутренних дел, земледелия, народного просвещения, сношений, страхования, финансовым, экономический и юстиции. Печатные органы правительства — газеты «Башҡорт тауышы» («Голос башкира»), «Башҡортостан хөкүмәтенең теле» («Вестник Правительства Башкурдистана»).
Председатели Правительства Башкурдистана
- Бикбов, Юнус Юлбарисович (декабрь 1917 года — январь 1919 года);
- Кулаев, Мстислав Александрович (февраль — март 1919 года).

Председатели Башкирского центрального шуро:
- Манатов, Шариф Ахметзянович (июль — декабрь 1917 года);
- Атнагулов, Салахетдин Садриевич (декабрь 1917 года — июнь 1918 года);
- Бабич, Шайхзада Мухаметзакирович (декабрь 1917 года — июнь 1918 года; и. о.);
- Мрясов, Сагит Губайдуллович (июнь 1918 года — март 1919 года).

## Государственная символика

Национальный флаг Башкурдистана

В 1917 году Ахмет Заки Валиди создал национальный башкирский флаг. Флаг состоял из трёх горизонтальных равновеликих полос: голубой цвет символизировал принадлежность башкир к тюркам, зелёный — ислам, белый — стремление к миру, счастью и благополучию. Официально флаг был утвержден Башкирским центральным шуро Фарманом № 4547 от 20 августа 1918 года.
Военные части Башкурдистана имели свои боевые знамёна и свою форму.
Историческая справка: Флаг Башкурдистана созданный  Ахметзаки Валидовым  1991 году предлагался к восстановлению как национальный Государственный флаг Республики Башкортостан в современной России. Но депутаты парламента Республики Коми в 1991 году опередили своих башкирских коллег на 3 месяца, приняли бело-зелено-синий флаг как государственный флаг Коми раньше. В результате, дабы не копировать флаг Коми, депутаты Башкирии изменили порядок расположения полос, и теперь он не совпадает с историческим флагом башкирского правительства 1917 года.

## Административно-территориальное деление
Административно-территориальное деление Башкурдистана было определено на II Всебашкирском учредительном курултае (съезде), который проходил в Оренбурге 8—20 декабря 1917 года, рассмотрел границы автономного Башкурдистана и утвердил автономию. чредительный курултай принял решение утвердить автономию в границах Малой Башкирии, а на её территории вместо уездов создавалось 9 кантонов — Бурзян-Тангауровский, Джитировский, Барын-Табынский, Ичкин-Катайский, Кипчакский, Куваканский, Тамьян-Катайский, Ток-Чуранский, Усерганский, которые делились на 75 волостей.
При оккупации белыми Малая Башкирия формально считалась автономией и состояла из 13 кантонов. Фактически территория управлялась не только Башкирским, но и Сибирским правительством, Комучем и атаманом Дутовым, с помощью прежней системы уездных администраций, состоящей из русских чиновников.

## Население и кантональные управы
| Кантон                      | Административный центр            | Председатель кантональной управы | Волости в составе кантона | Численность населения, чел. |
| --------------------------- | --------------------------------- | -------------------------------- | --- | --------------------------- |
| Аргаяшский кантон           | с. Аргаяш                         | Нуриагзам Тагиров                | Сызгинская, Мавлютовская, Мухаметкуловская, Метелевская, Черлинская, Султаевская, Аминевская, Башкиро-Теченская, Кунашакская, Тюляковская, Буринская, Байбураскаровская, Усть-Багарякская, Кунакбаевская, Саринская, Карабольская, Макрушинская | 82 186                      |
| Бурзян-Тангауровский кантон | с. Таналыково (Баймак)            | Мухамедьян Булатов               | 1-я Бурзянская, 2-я Бурзянская, 3-я Бурзянская, Бурзян-Таналыкская, 4-я Бурзянская, Карагай-Кипчакская, Байназаровская, 1-я Тангауровская, 2-я Тангауровская                                                                                    | 64 847                      |
| Джитировский кантон         | с. Имангулово                     | Фаттах Сальтяшев                 | Имангуловская, Аллабердинская, Бурзянская, Мурапталовская, Таймасовская | 33 943                      |
| Дуванский кантон            | с. Аркаулово                      | Шакир Тухватуллин                | Насибашевская, Калмакуловская, 1-я Айлинская, 2-я Айлинская, Мурзаларская, Верхне-Кипчакская, Дуван-Мечетлинская, Ново-Байская, Ново-Белокатайская, Нижне-Кигинская, Яхинская, Ибраевская                                                       | 84 115                      |
| Кипчакский кантон           | с. Мраково (Красная мечеть)       | Мигран Сыртланов                 | Бурзян-Кипчакская, 1-я Каракипчакская, 2-я Каракипчакская, Юмагузинская, Бушман-Суун-Каракипчакская | 65 328                      |
| Кудейский кантон            | с. Тавтиманово                    | Махмут Кутуев                    | Урман-Кудейская, Илекская, Булекей-Кудейская, Иглинская | 59 668                      |
| Кущинский кантон            | с. Большая Ока                    | Мухаметхай Гузаиров              | Белянкинская, Шокуровская, Тляшевская, Больше-Окинская, Ново-Златоустовская, Сажинская, Ажегуловская, Манчарская, Ювинская, Больше-Кущинская | 66 748                      |
| Табынский кантон            | с. Зилим-Караново (Архангельское) | Шагибек Узбеков                  | Бишаул-Унгаровская, Биштакинская, Калчир-Табынская, Кси-Табынская, Бишкаиновская, Дуван-Табынская, Ново-Андреевская, Уршак-Минская, Гирей-Кипчакская                                                                                            | 17 941                      |
| Тамьян-Катайский кантон     | г. Верхнеуральск                  | Талха Расулев                    | Тамьян-Тангауровская, Кубеляк-Телевская, Тептяро-Учалинская, Ахуновская, Катайская, Усман-Алийнская, Байсакаловская, Тунгатаровская, Мулдакаевская                                                                                              | 92 685                      |
| Ток-Чуранский кантон        | с. Гумерово                       | Абдрахман Ильясов                | Кипчакская, Ново-Башкирская, Юмран-Табынская, Токская | 23 436                      |
| Усерганский кантон          | с. Зиянчурино                     | Мухаметгалим Куватов             | Салиховская, 1-я Усерганская, 2-я Усерганская, 3-я Усерганская, 4-я Усерганская, 5-я Усерганская, 6-я Усерганская, Усерган-Хайбуллинская | 132 743                     |
| Юрматынский кантон          | с. Зирган                         | Аухади Ишмурзин                  | Карамышевская, Петровская, Макаровская, Ильчик-Тимировская, Азнаевская, Бушман-Кипчакская, Мелеузовская, Курагушевская, Четырманская, Калкашевская, Петровская, Татьяновская, Рязановская                                                       | 152 695                     |
| Яланский кантон             | с. Танрыкулово                    | Галимьян Таганов                 | Ичкинская, Катайская, Сарт-Калмыкская, Сарт-Абдрашитовская, Карасевская | 33 092                      |

Площадь территории, получившая название «Малой Башкирии», составляла 79 560 км², население — 1 250 059 человека.

## Религия
III Всебашкирский съезд (курултай) утвердил постановление № 12, в котором было объявлено отделение религии от государства и равноправие всех религий. Было признано, что созданное 1917 году «Духовное управление Башкурдистана, будучи автономным, по своей линии имеет право открывать духовные и другие духовно-культурные и просветительские учреждения (мектебе, медресе, библиотеки и прочие)».
Согласно постановлению III Всебашкирского курултая «Об утверждении автономии Башкурдистана и её ознаменовании» от 20 декабря 1917 года, в ознаменовании Башкурдистана планировалось открыть одно высшее медресе (университет), один большой музей, назвав их именем Башкурдистана.
2 октября 1918 года под председательством муфтия Сагита Мрясова состоялся курултай (съезд) Духовного управления Башкурдистана, который утвердил распределение приходов по кантонным управлениям и избрал кантонных казыев:
- Имам Мухамед-Габдулхай Курбангалиев — Аргаяшский кантон;
- Имам Абубакир Хусаинов — Бурзян-Тангауровский кантон;
- Имам Габдрашит Гумеров — Джитировский кантон;
- Имам Хабиб кулуй Султангужин — Кипчакский кантон;
- Имам Бакир Гайсин — Ток-Суранский кантон;
- Ахун Мирсаяф Алчинбаев — Усерганский кантон;
- Имам Зилнур Татигачев — Юрматынский кантон;
- Имам Ахмедвали Габдулбакиев — Яланский кантон.

### Видеозаписи
- Рождение Башкирской Республики. В 9-ти частях — Видео на YouTube
- 15 ноября — День провозглашения Башкирской республики